# Moussa Niakhaté
Moussa Niakhaté, né le 8 mars 1996 à Roubaix en France, est un footballeur international sénégalais qui évolue au poste de défenseur central à l'Olympique lyonnais.

## Biographie

### Jeunesse
Moussa Niakhaté naît le 8 mars 1996 à Roubaix et passe sa jeunesse dans le département du Nord. Il est originaire du Sénégal. Il commence le football à Comines, puis, alors âgé de huit ans, il rejoint le centre de formation du LOSC. Il y passe en tout sept saisons avant que le club décide de ne pas le conserver. Il rejoint alors le club de Wasquehal et y passe un an, puis il signe à Boulogne-sur-Mer où il joue une saison également.

## Carrière

### En club

#### Valenciennes FC
Le 20 octobre 2014, il fait ses débuts professionnels avec Valenciennes, lors de la réception de Dijon. Le 1er juillet 2015, il signe son premier contrat professionnel avec Valenciennes pour une durée de trois ans.
Pour la saison 2016-2017, Faruk Hadžibegić en fait l'un des joueurs principaux de son effectif. Le 19 décembre 2016, il inscrit son premier but sur la pelouse de l'AJ Auxerre.

#### FC Metz
Le 22 juin 2017, il rejoint le FC Metz pour quatre saisons. Très rapidement, il s'affirme comme grand espoir du football français[réf. nécessaire] et est appelé à plusieurs reprises en équipe de France espoirs par Sylvain Ripoll. Au FC Metz, il devient titulaire indiscutable et pilier de la défense centrale lorraine. Durant la saison 2017-2018, il joue 35 matches et délivre une passe décisive contre Montpellier en décembre 2017.  

#### 1. FSV Mayence 05
Sa saison lui permet de signer à Mayence le 7 juillet 2018 pour un montant de 10 millions d'euros (plus bonus).

#### Olympique lyonnais
Le 4 juillet 2024, il s'engage avec l'Olympique lyonnais. Il devient le 2e joueur le plus cher de l’histoire du club derrière Orel Mangala,.

### En sélection
En septembre 2022, il est convoqué pour la première fois en équipe du Sénégal pour disputer deux matchs amicaux. Il explique en conférence de presse que des discussions avec Sadio Mané sont une des raisons qui ont motivé son choix de rejoindre la sélection.
Le 29 décembre 2023, il est retenu dans la liste des vingt-sept joueurs sénégalais sélectionnés par Aliou Cissé pour disputer la Coupe d'Afrique des nations 2023.

## Statistiques
| Saison                | Club                  | Championnat           | Championnat | Championnat | Coupe nationale | Coupe nationale | Coupe de la Ligue | Coupe de la Ligue | Compétition(s) continentale(s) | Compétition(s) continentale(s) | Compétition(s) continentale(s) | Total | Total |
| Saison                | Club                  | Division              | M.          | B.          | M.              | B.              | M.                | B.                | Comp.                          | M.                             | B.                             | M.    | B.    |
| 2014-2015             | Valenciennes FC       | Ligue 2               | 9           | 0           | 1               | 0               | -                 | -                 | -                              | -                              | -                              | 10    | 0     |
| 2015-2016             | Valenciennes FC       | Ligue 2               | 28          | 0           | 1               | 0               | 1                 | 0                 | -                              | -                              | -                              | 30    | 0     |
| 2016-2017             | Valenciennes FC       | Ligue 2               | 35          | 1           | 2               | 0               | 1                 | 0                 | -                              | -                              | -                              | 38    | 1     |
| Sous-total            | Sous-total            | Sous-total            | 72          | 1           | 4               | 0               | 2                 | 0                 | -                              | -                              | -                              | 78    | 1     |
| 2017-2018             | FC Metz               | Ligue 1               | 35          | 0           | 1               | 0               | 2                 | 0                 | -                              | -                              | -                              | 38    | 0     |
| 2018-2019             | FSV Mayence           | Bundesliga            | 33          | 1           | 1               | 0               | -                 | -                 | -                              | -                              | -                              | 34    | 1     |
| 2019-2020             | FSV Mayence           | Bundesliga            | 33          | 1           | 1               | 0               | -                 | -                 | -                              | -                              | -                              | 34    | 1     |
| 2020-2021             | FSV Mayence           | Bundesliga            | 32          | 3           | 2               | 0               | -                 | -                 | -                              | -                              | -                              | 34    | 3     |
| 2021-2022             | FSV Mayence           | Bundesliga            | 30          | 4           | 3               | 0               | -                 | -                 | -                              | -                              | -                              | 33    | 4     |
| Sous-total            | Sous-total            | Sous-total            | 128         | 8           | 7               | 0               | -                 | -                 | -                              | -                              | -                              | 135   | 8     |
| 2022-2023             | Nottingham Forest     | Premier League        | 14          | 0           | -               | -               | -                 | -                 | -                              | -                              | -                              | 14    | 0     |
| 2023-2024             | Nottingham Forest     | Premier League        | 21          | 1           | 1               | 0               | 1                 | 0                 | -                              | -                              | -                              | 23    | 1     |
| Sous-total            | Sous-total            | Sous-total            | 35          | 1           | 1               | 0               | 1                 | 0                 | -                              | -                              | -                              | 37    | 1     |
| 2024-2025             | Olympique lyonnais    | Ligue 1               | 31          | 0           | 2               | 0               | -                 | -                 | C3                             | 9                              | 0                              | 42    | 0     |
| 2025-2026             | Olympique lyonnais    | Ligue 1               | 1           | 0           | -               | -               | -                 | -                 | -                              | -                              | -                              | 1     | 0     |
| Sous-total            | Sous-total            | Sous-total            | 32          | 0           | 2               | 0               | -                 | -                 | -                              | 9                              | 0                              | 43    | 0     |
| Total sur la carrière | Total sur la carrière | Total sur la carrière | 302         | 11          | 15              | 0               | 5                 | 0                 | -                              | 9                              | 0                              | 331   | 11    |

### En sélection nationale
| Saison                | Sélection             | Phases finales        | Phases finales | Phases finales | Phases finales | Éliminatoires | Éliminatoires | Éliminatoires | Matchs amicaux | Matchs amicaux | Matchs amicaux | Total | Total | Total |
| Saison                | Sélection             | Compétition           | M              | B              | Pd             | M             | B             | Pd            | M              | B              | Pd             | M     | B     | Pd    |
| --------------------- | --------------------- | --------------------- | -------------- | -------------- | -------------- | ------------- | ------------- | ------------- | -------------- | -------------- | -------------- | ----- | ----- | ----- |
| 2022-2023             | Sénégal               | -                     | -              | -              | -              | 2             | 0             | 0             | 1              | 0              | 0              | 3     | 0     | 0     |
| 2023-2024             | Sénégal               | CAN 2024              | 2              | 0              | 0              | 3             | 0             | 0             | 3              | 0              | 0              | 8     | 0     | 0     |
| 2024-2025             | Sénégal               | -                     | -              | -              | -              | 6             | 0             | 0             | 1              | 0              | 0              | 7     | 0     | 0     |
| Total sur la carrière | Total sur la carrière | Total sur la carrière | 2              | 0              | 0              | 11            | 0             | 0             | 5              | 0              | 0              | 18    | 0     | 0     |

## Palmarès

### Distinctions individuelles
- 2025 : Nommé pour le Prix Marc-Vivien Foé 2025[10].